# Mario Artes
Mario Alfredo Artes (San Juan, San Juan, 19 de mayo de 1971) es un exfutbolista argentino que jugaba como defensor.

## Trayectoria

### San Martín de San Juan
Artes debutó con la camiseta de San Martín de San Juan en 1993. En 1995 se coronó campeón del Argentino A y obtuvo el ascenso a la B Nacional. Su primera etapa en el club duró hasta 1996. En 1997 volvió al club y permaneció en la institución hasta el año 2002.

### Atlético Tucumán
De cara a la temporada 1996/97 se mudó a San Miguel de Tucumán, para jugar en Atlético Tucumán. Con la camiseta del decano disputó una temporada.

### Técnico Universitario
En el 2003 tuvo su primera experiencia en el extranjero, cuando viajó a Ecuador para sumarse a Técnico Universitario.

### Racing de Córdoba
Para la temporada 2003/04 volvió a Argentina y se sumó a Racing de Córdoba. 

### Desamparados
En 2004 pasó a Desamparados. En el club sanjuanino jugó hasta el año 2007.

### Atlético Trinidad
En 2007 llegó a Atlético Trinidad. En el león disputó una temporada.

### Sportivo Del Bono
En 2008 se unió a Sportivo Del Bono. En el bodeguero jugó hasta el 2010, cuando se retiró del fútbol.

## Clubes
| Club                   | País      |
| ---------------------- | --------- |
| San Martín de San Juan | Argentina |
| Atlético Tucumán       | Argentina |
| Técnico Universitario  | Ecuador   |
| Racing de Córdoba      | Argentina |
| Desamparados           | Argentina |
| Atlético Trinidad      | Argentina |
| Sportivo Del Bono      | Argentina |

## Palmarés
| Título      | Equipo                 | País      | Año     |
| ----------- | ---------------------- | --------- | ------- |
| Argentino A | San Martín de San Juan | Argentina | 1994/95 |